# Norbert Burgmüller
Norbert Burgmüller (Düsseldorf, 1810. február 8. – Aachen, 1836. május 7.) német zeneszerző. Joseph Kreutzer és Louis Spohr tanítványa volt. Szimfóniákat, nyitányokat, hangversenydarabokat, zongoranyitányokat és dalokat szerzett. Teljes kifejlődésében megakadályozza a korai halál. Schumann nagyra értékelte műveit. Neve különösen zongorapedagógiai téren ismert.